# Tintin: Enhjørningens hemmelighed
Tintin: Enhjørningens hemmelighed (engelsk originaltitel The Adventures of Tintin: Secret of the Unicorn) er en amerikansk animeret film som havde verdenspremiere i Bruxelles den 22. oktober 2011, premiere i USA den 23. december 2011. Filmen havde dansk premiere den 27. oktober 2011. Filmen er en bearbejtning af tegneserien om Tintin, skabt af den belgiske tegneserietegner Hergé.
Steven Spielberg og Peter Jackson kom overens med at lave filmen om Tintin. Spielberg, som havde fået Hergés tilladelse til at lave en Tintin-film før hans død i 1983, afslørede ved Filmfestivalen i Cannes 2008 at han ville lave den første film før sit store projekt om præsidenten Abraham Lincoln. Filmen er den første af Spielberg som er filmet digitalt.
Musikken er skrevet af John Williams, som flere gange har arbejdet sammen med Spielberg ved bl.a. Star Wars, Jurassic Park og Indiana Jones.
FIlmen bliver velmodtaget i pressen, med bl.a. 5 stjerner i Politiken, hvor journalist Søren Vinterberg skriver: "Spielbergs Tintin er næsten perfekt" og "...det lykkedes at omsætte Tintin vellykket til film". Spillefilmen er et af de flottest og mest detaljerede spillefilm, hvor man direkte forsøger at efterligne "rigtige mennesker". Den største kritik lyder på Dupont og Dupond, som ikke har samme komiske element, som i tegnefilmene.

## Medvirkende
- Jamie Bell – Tintin
- Andy Serkis – Kaptajn Haddock/Sir Francis Haddock
- Eric Stoltz – Dr. Krollspell
- Daniel Mays – Allan
- Daniel Craig – Ivanovich Sakharine/Rackham den røde
- Simon Pegg – Dupont
- Nick Frost – Dupond
- Toby Jones – Aristides Filosell
- Tony Curran – Løjtnant Delcourt
- Gad Elmaleh – Omar Ben Salaad
- Mackenzie Crook – Ernie
- Daniel Mays – Allan

## Danske stemmer
- Cyron Melville – Tintin
- Tom Jensen – Kaptajn Haddock/François af Hadoque
- Olaf Johannessen - Ivanovich Sakharine/Rackham den røde
- Lars Thiesgaard - Dupond
- Thomas Mørk - Dupont
- Paul Hüttel - Lommetyv Ranesen
- René Benjamin Hansen - Barnaby Dawes
- Peter Hesse Overgaard - Crabtree

Andre stemmer:
- Anne Margrethe Dahl
- Lars Brygmann - Butler